# Сухой (компанія)

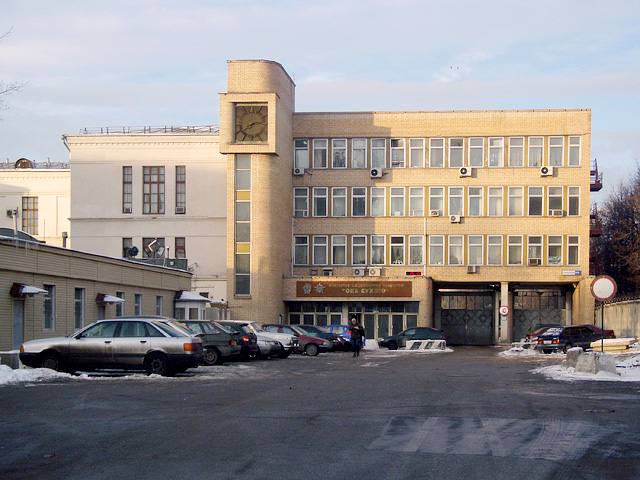
ОКБ Сухого, вул. Полікарпова, Москва, Росія

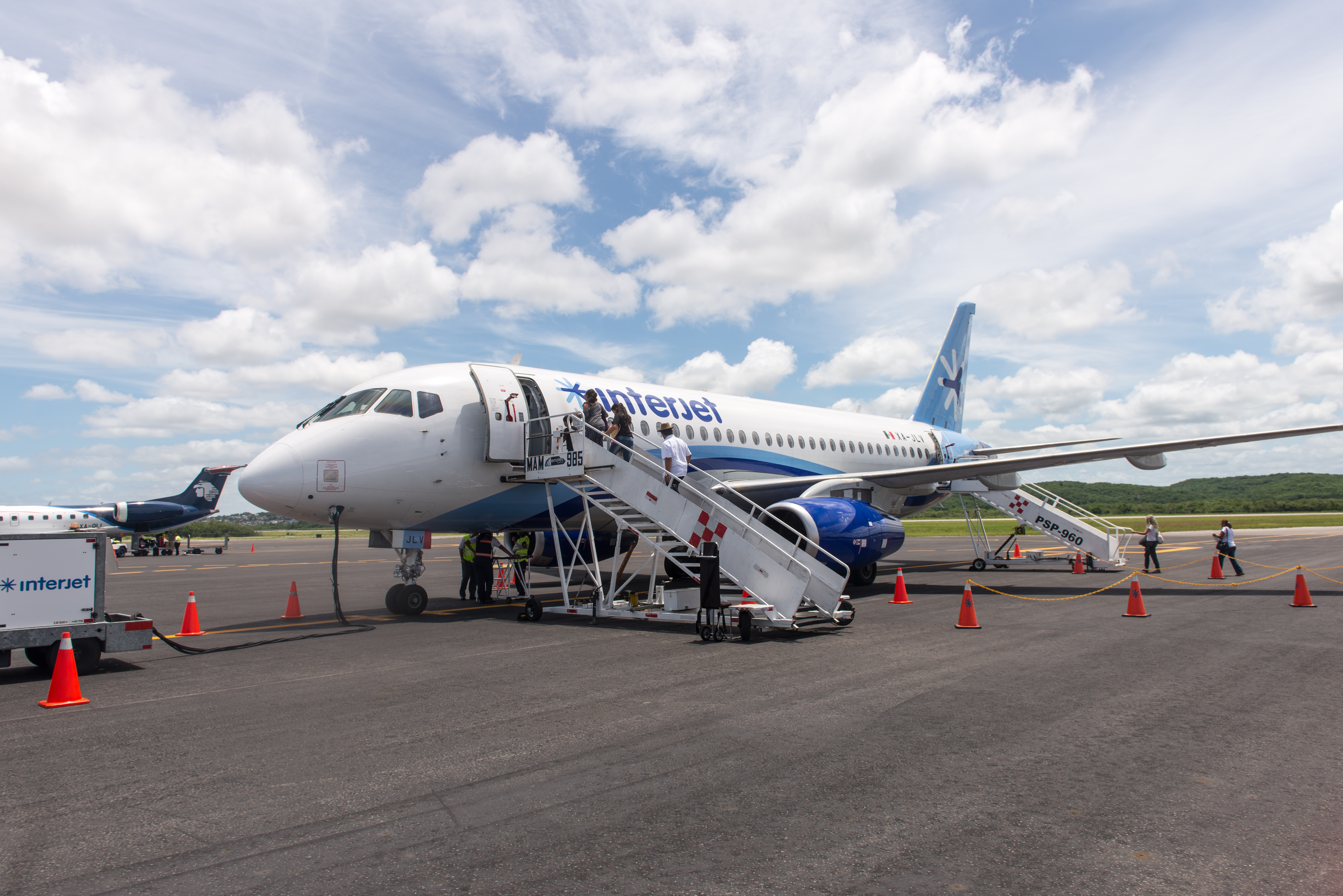
Sukhoi Superjet 100 (Campeche, Mexico) 2015

ВАТ «Компания „Сухой“», раніше ГУП «АВПК „Сухой“» — лідируюча російська компанія, яка займається розробкою, виробництвом, маркетингом, навчанням льотного персоналу, післяпродажним обслуговуванням, включно з поставкою запасних частин і обладнання військових та цивільних літаків марки «Су» и «Бе». Повна назва — Відкрите акціонерне товариство «Авиационная холдинговая компания „Сухой“» (в минулому завод № 51). Компанія носить ім'я одного із засновників радянської реактивної і надзвукової авіації авіаконструктора Павла Осиповича Сухого.
Після вторгнення Росії в Україну компанія знаходиться під міжнародними санкціями з боку США, Євросоюзу та інших країн, тому компанія втратила значну частину ринку та виробництва.

## Власники та керівництво
89,6 % акцій компанії належать ВАТ «Об'єднана авіабудувальна корпорація». 10,4 % — Росмайну.

## Діяльність
Компанія є найбільшим російським авіаційним холдингом. До складу холдинга входять конструкторські бюро та серійні авіабудівельні заводи, що забезпечує виконання повного циклу робіт у авіабудуванні — від проектування до виробництва та післяпродажного обслуговування авіаційної продукції. Основними задачами компанії є:
- забезпечення сучасною авіаційною технікою ВПС Росії;
- збільшення частки своєї продукції на внутрішньому і зовнішньому ринку воєнної та цивільної авіації за рахунок перспективних розробок та деверсифікації своєї продукції.

Продукція холдинга, бойові літаки марки «Су», складають основу фронтової авіації Росії і тактичної авіації багатьох країн світу. Деякі фігури вищого пілотажу типу: «Кобра Пугачова», «Хук», «Кульбіт» були вперше виконані на літаках марки «Су».
Компанія займає 3-тє місце в світі по об'ємах виробництва сучасних винищувачів (станом на 2006 рік). На теперішній час компанією реалізуються перспективні програми в галузі як військового, так і цивільного авіабудування. В галузі цивільного авіабудування реалізується програма створення сімейства російських регіональних літаків Sukhoi Superjet 100.
Техніка марки «Су» прийнята на озброєння у 30 країнах світу. Бойові літаки марки «Су» постачались до Азербайджану, Індії, Китаю, Іраку, Польщі, Чехії, Словаччини, Угорщини, Німеччини, Сирії, Алжиру, КНДР, В'єтнаму, Афганістану, Ємену, Єгипту, Лівії, Ірану, Перу, Анголи, Ефіопії. Усього по експортним контрактам в закордонні країни було поставлено більш ніж 2 тисячі літаків марки «Су». На сьогоднішній день пріоритетними регіональними ринками для літаків «Сухого» є Китай, Індія, країни Південно-Східної Азії.
Основними перспективними проектами компанії на середину 2008 року є:
- виробництво винищувача покоління 4++ Су-35БМ
- виробництво фронтового бомбардувальника Су-34
- розробка винищувача 5 покоління ПАК ФА
- виробництво цивільного авіалайнера Sukhoi Superjet 100

## Показники діяльності
Загальна кількість персоналу — приблизно 31 тис. чоловік. Виручка компанії у 2008 році — 38,77 млрд руб. (ріст 15,5 %, у 2007 році — 33,574 млрд руб.). Чисті збитки за 2008 — 1,585 млрд руб. (у 2007 році чистий прибуток — 3,125 млрд руб.).
У період з 2008 по 2015 роки компанія «Сухой» займала перше місце у світі по експорту нових винищувачів по кількості замовлених літаків (280 одиниць). По грошовому показнику компанія в цьому періоді займає третє місце з показником $12,73 млрд, поступаючись «Локхід Мартін» ($15,65 млрд.) и «Боїнгу» ($13,3 млрд.).
«Сухой» займав 15,2 % у грошовому і 19,9 % у кількісному вираженні світового експорту нових багатофункціональних винищувачем з 2012 по 2015 рік. Планується поставити 109 нових винищувачів «Су» у 2012—2015 рр. на загальну суму $5,45 млрд. По грошовому показнику компанія «Сухой» займає третє місце, поступаючись «Локхід Мартін» ($9,13 млрд.) и консорциуму «Єврофайтер» ($15,91 млрд.).
Генеральний директор — Ігор Озар (з 30 червня 2011 року).